# Кай Хенриксен Рантцау
Кай Хенриксен Рантцау (на немски: Kai Henriksen Rantzau; * ок. 1488/1490; † сл. 1560) е благородник от Рантцау в Южен Шлезвиг-Холщайн, държавник и дипломат, господар на Клеткамп, Ханерау и Гереби, „амт-ман“ на Олденбург, Рендсбург и Пльон.
Той е вторият син на Хайнрих Рантцау († 1497), господар на Брайтенбург, амтман на дворец Щайнбург при Ицехое, и съпругата му Олегаард (Оелгард) фон Бухвалд († ок. 1538), дъщеря на Дитлев Бухвалд († ок. 1487) и Магдалена Хумерсбютел († 1501). Внук е на Брайде Кайзен Рантцау, господар на Крумендик и Гламбек († сл. 1461) и Друда Ратлау († 1451).
Брат е на Катарина фон Рантцау, Повл (Павел) Рантцау-Хоенфелде († 1521), Друда Рантцау (1485 – 1563) и Йохан Рантцау (1492 – 1565), датски главен военен и кралски съветник († сл. 1560).
Родът Рантцау принадлежи към най-богатите и влиятелни фамилии на Шлезвиг-Холщайн, през 16 и 17 век е собственик на ок. 70 имоти в страната. Собственостите на баща му са наследени от други.
Кай Хенриксен Рантцау си купува именията Клеткамп, Гереби и Холтенклинкен. Той става губернатор на
Пльон. Той е член на регентството на Шлезвиг-Холщайн, дипломат при преговори. Той е съветник на херцог Адолф фон Готорп и Холщайн. Датският крал иска, но не може, да го вземе във висшия съвет на Дания.
През 1557 г. Кай наследява Ханерау от син му, бездетния Поул Кайзен, който получил от фамилията фон дер Виш.
Кай Хенриксен Рантцау умира сл. 1560 г. на ок. 70/73 години.

## Фамилия
Кай Хенриксен Рантцау се жени 1511 г. за Ида Бломе-Зедорф († сл. 1563), дъщеря на Ханс Дидриксен Бломе (1465 – 1500) и Абел Отосдатер Зещед. Те имат децата:
- Поул Кайзен Рантцау († ок. 1556), господар на Ханерау, неженен
- Анна фон Рантцау († 2 октомври 1595), омъжена сл. 1545 г. за Яспер фон Бухвалд (* ок. 1528; † 24 февруари 1587)
- Маргарета фон Рантцау-Клеткамп († 1600), омъжена за Асмус Румор (* ок. 1520; † 28 август 1590)
- Магдалена Кайсдатер Рантцау, омъжена за Хенрик Брокдорф-Виндеби-Гарц (* ок. 1475; † 1514)
- Мориц Рантцау († 1572 в Любек), господар на Ханерау и Холтенклинкен, „амт-ман“ на Готорп/Готорф, женен ок. 1560 г. за Барбара Зещед (* 1541; † 1 януари/6 март 1616)
- Дитлев Рантцау (* 1530; † сл. 1605), господар на Клеткамп и Гереби, амтман в Еутин и Олденбург,  женен ок. 1552 г. за Маргарета Рантцау (* 27 юли 1548)
- Друда Кайсдатер Рантцау (* ок. 1508, Кварнбек; † 28 януари 1606), омъжена за Олуф Мунк († 24 хоември 1569)